# Б'ярні Бенедіктссон (старший)
Б'ярні Бенедіктссон (ісл. Bjarni Benediktsson; 30 квітня 1908 — 10 липня 1970) — ісландський політик, прем'єр-міністр країни від листопада 1963 до липня 1970 року.

## Кар'єра
1934 року розпочав політичну кар'єру, ставши членом міської ради Рейк'явіка від консервативної Партії незалежності. У 1940—1947 роках був мером Рейк'явіка. Від 1947 до 1956 року обіймав різні міністерські посади, зокрема міністра закордонних справ. Був одним з ініціаторів вступу Ісландії до НАТО 1949 року.
1956 року почав займатись журналістською діяльністю. 1959 року повернувся до політики, здобувши портфель міністра юстиції в коаліційному кабінеті Оулавюра Торса. 1961 року був обраний на посаду голови Партії незалежності. 1963 року очолив уряд Ісландії. Загинув, перебуваючи на посаді прем'єр-міністра, під час пожежі на урядовій дачі в Тінгветлірі.